# 瓦尼爾文
瓦尼爾文是挪威的一個市镇，位於默勒-魯姆斯達爾郡，行政中心为菲斯科比格德村。市镇面积为385平方公里，人口数量为3,117人（2020年），人口密度为每平方公里8.5人。